# Musique arabe
 (août 2020).

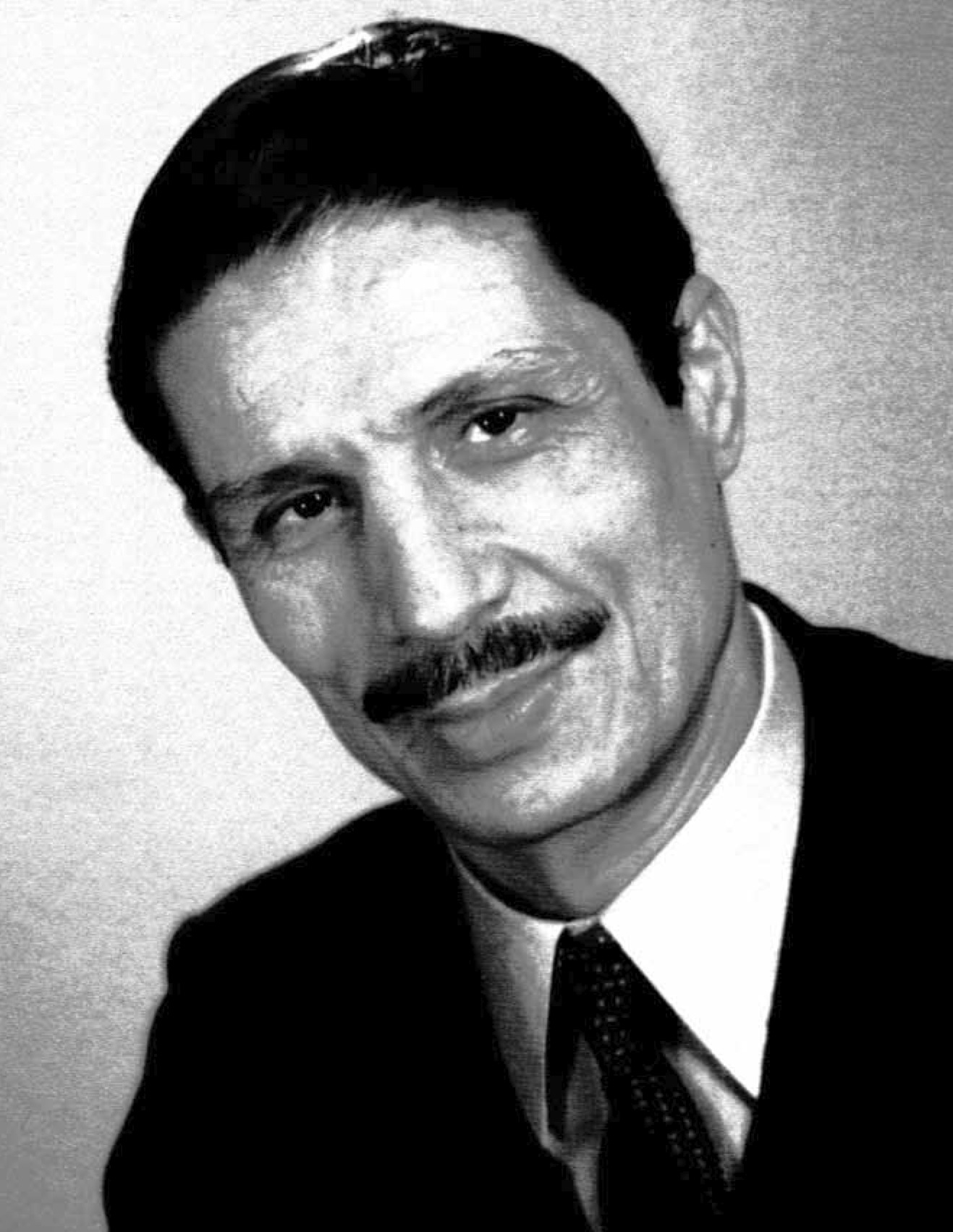
Dahmane El Harrachi considéré comme l'un des meilleurs instrumentistes et compositeurs de musique algérienne.

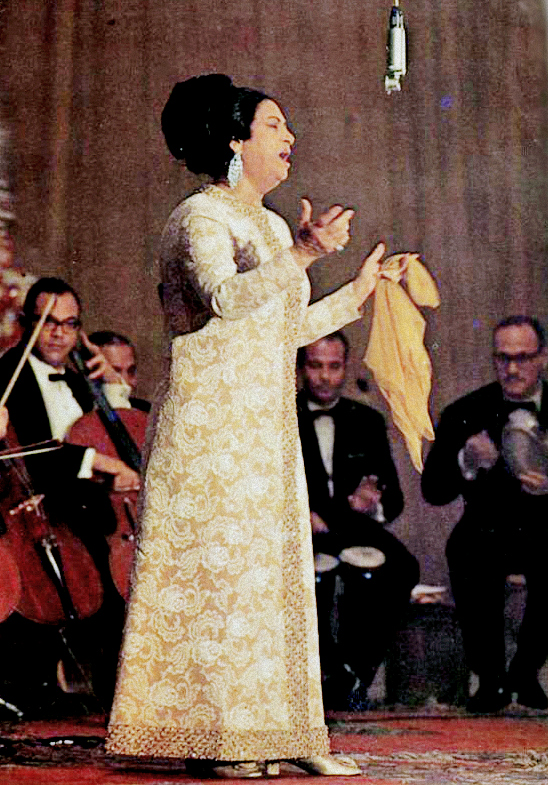
Oum Kalthoum, « l'Astre d'Orient », vers 1968.

La musique arabe désigne un ensemble de musiques issues du monde arabe c'est-à-dire une zone géographique englobant le Moyen-Orient et l'Afrique du Nord. Elle constitue les branches d'une même famille musicale ayant évolué dans les foyers culturels au Moyen-Orient mais également dans des contextes différents. En dépit de leurs multiples apparences, ces musiques, qui proviennent d'une tradition orale remontant à l'ère préislamique,, présentent certaines caractéristiques communes, bien que des particularités régionales soient marquées. Les formes traditionnelles de cette musique associent généralement des interprétations vocales et instrumentales, souvent en alternance.
Les termes « musique arabe » peuvent prêter à certaines équivoques : ils sont justifiés si l’on désigne par là l’expression historique d’une civilisation dont la langue arabe et la culture islamique constituent les deux axes fondamentaux (mais ils sont impropres si l’on entend par « musique arabe » les formes d’un art inhérent aux Arabes et au monde Arabe définis ethniquement et géographiquement). Cet art couvre en fait des réalités esthétiques et ethnomusicologiques variées et parfois fort éloignées, mais marquées du sceau unificateur de l’islam et de ses conquêtes à partir du monde arabe. De plus, il existe au sein même des pays arabes des musiques non arabes issues de communautés ou d'ethnies diverses (kurde, berbère…).
Prenant sa source dans l'Arabie préislamique, berceau de plusieurs innovations musicales, la musique arabe s'est progressivement répandue hors des frontières de l'Arabie, à la suite des conquêtes arabes et du mécénat des califes, sur un vaste territoire s'étendant de la péninsule ibérique au sous-continent indien, voire l'Indonésie. Elle est un genre musical commun à 22 pays qui se décline en différentes variétés régionales.

## Histoire

### Période préislamique
L'Arabie est, à l'époque préislamique. Dans le Hejaz, est un haut lieu intellectuel et artistique, notamment pour la musique arabe. Au Yémen, haut lieu des sciences, de la littérature et des arts arabes préislamiques,, les rois de Saba placent les musiciens sous leur mécénat et encouragent le développement de la musique, permettant à la musique yéménite d'avoir une reconnaissance à travers toute l'Arabie. En Syrie et en Irak, les cours des rois Ghassanides et Lakhmides présentent une vie culturelle particulièrement active, avec le mécénat des arts, notamment celui de la musique arabe.
Les poètes arabes de cette époque, appelés « shu’ara' al-Jahiliyah » (arabe : شعراء الجاهلية) ou « poètes Jahili », avaient l’habitude de réciter des poèmes avec des notes aiguës. On croyait que les djinns révélaient ces poèmes et ces musiques aux poètes et aux musiciens.
La plus ancienne mention de la musique arabe dans les sources antiques remonte à une inscription assyrienne dédiée au roi Assurbanipal indiquant que des prisonniers arabes passaient leur temps à chanter et à écouter de la musique. L’inscription mentionne également qu'Assurbanipal apprécia la musique de ces prisonniers et exigea en entendre plus,.

### Période islamique

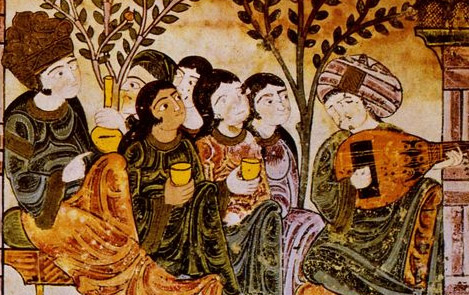
Histoire de Bayâd et Riyâd, XIII (« Hadîth Bayâd wa Riyâd »), manuscrit arabe du Maghreb ou d'Al-Andalus, Scène : Chant de luth dans un jardin pour une noble dame.

À la suite des conquêtes arabes et du mécénat des califes, la musique arabe se propagea dans les régions conquises, de la péninsule ibérique au sous-continent indien. Les compositions et les improvisations dans la musique arabe traditionnelle se basent sur le système des maqams. Les maqams peuvent être réalisés avec de la musique vocale ou instrumentale, et n’incluent pas de composante rythmique.
Au cours de l'âge d'or de l'Islam, plusieurs savants composent et publient des recueils encyclopédiques de poèmes et de musiques. C'est le cas de :
- Al-Kindi (801-873), qui est un théoricien notable de la musique arabe. Il s’est joint à plusieurs autres comme Al-Farabi pour proposer l’ajout d’une cinquième corde de fortune au oud. Il a publié plusieurs recueils sur la théorie musicale, y compris les connotations cosmologiques de la musique et a identifié douze tons sur la gamme musicale arabe, en fonction de l’emplacement des doigts et des cordes du oud[10].

- Abu al-Faraj (897-967), qui a écrit le Kitab al-Aghani, un recueil encyclopédique de poèmes et de chansons qui compte plus de 20 volumes dans les éditions modernes.

- Al-Farabi (872-950), qui a écrit un livre remarquable sur la musique arabe intitulé Kitab al-Musiqa al-Kabir. Son système de sonorité arabe pur est toujours utilisé dans la musique arabe[11].

Au XIe siècle, Al-Andalus est un grand centre de la musique arabe et un important centre de fabrication d’instruments qui s'exportent en France et dans toute l'Europe. La musique arabo-andalouse développée en Espagne se propagea ainsi au Maghreb, se déclinant en chaàbi ou hawzi pour les genres dérivés en Algérie, al-ala, tarab al-andalusi, gharnati, melhoun ou chgouri au Maroc et malouf en Tunisie et en Libye. Elle influence également les musiques d'Europe occidentale : « Comme on le sait, la société arabe d'al-Andalus a fortement influencé les populations du Sud de l'Europe »Selon certains chercheurs, les troubadours ont peut-être eu des origines arabes. Selon Ramón Menéndez Pidal et Idries Shah, les troubadours ont été créés par Guillaume IX d’Aquitaine après son expérience avec les arts d'Al-Andalus lors de la Reconquista. La tradition poétique et musicale arabe a eu une grande influence sur la « poésie d’amour courtoise » européenne. Pour Évariste Lévi-Provençal et d’autres chercheurs, trois lignes d’un poème de Guillaume IX d’Aquitaine étaient rédigés sous une forme arabe, indiquant une potentielle origine arabo-andalouse de ses œuvres.

### Évolutions musicales et disparités
Au cours des siècles, des pratiques musicales locales distinctes se développent, en se forgeant une identité culturelle particulière à chaque société. Il existe ainsi, dans des villes du Maghreb telles que Fès, Tétouan, Tlemcen et Tunis, des versions distinctes de nûbas, qui font partie intégrante de la culture musicale locale. Des modes mélodiques légèrement différents portent le même nom en Syrie, en Égypte, en Irak et dans les pays d'Afrique du Nord. Les modes rythmiques de ces musiques peuvent être articulés différemment, et leurs interprétations varient. La poésie populaire chantée change aussi en fonction du dialecte local.
Le maqâm irakien n'est pas simplement un mode mélodique mais une suite de pièces dans un mode particulier. Ce terme y a une signification plus proche de celle de waslah ou de nawbah (nouba) que de celle du maqâm dans d'autres régions arabes.
Du fait de l'absence de partitions de musique écrites jusqu'au XXe siècle, il est impossible de dater les mélodies avec exactitude. Certains genres mélodiques, en particulier ceux du Mouachah andalou ou syrien. Ce type de poème en langue arabe est distinct de la qasida (arabe : قصيدة, persan : قصیده) à une seule rime et autorisant une plus grande subtilité et possibilités de création et de composition musicale. Le poème est composé en larges versets monorythmiques. Selon García Gómez, à la fin du IXe siècle, un poète arabe anonyme emprunta certaines de ces chansons à un poème arabe intitulé « moajaxa », qui lui donne une structure strophique particulière.

### Époque contemporaine

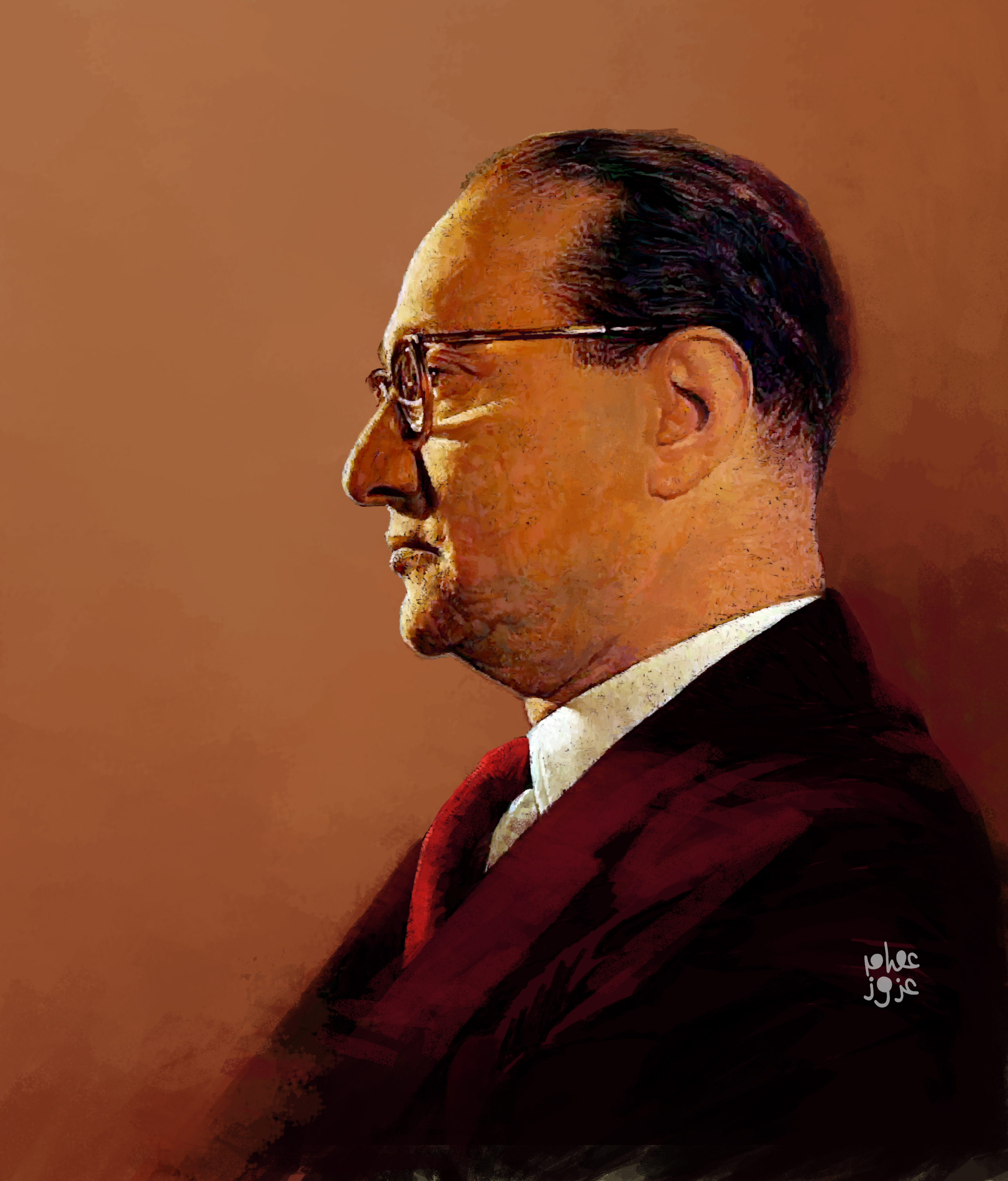
Portrait de Mohammed Abdel Wahab peint par Essam Azouz (2018).

Avec la montée de l'Empire Ottoman et la conquête du Sultanat Mamelouk, la musique ottomane, déjà influencée par les musiques byzantine, arménienne et persane, s'enrichit d'une influence arabe. À la fin de l'Empire ottoman, la « musique arabe » proprement dite, connait une renaissance au XXe siècle, sous les effets conjugués de la politique (nationalisme), de certaines techniques musicales et l'introduction d'instruments occidentaux, et de la volonté grandissante de sauvegarder le patrimoine musical arabe.
L’Égypte notamment vit l'éclosion d'immenses talents, compositeurs ou chanteurs, comme Mohammed Abdel Wahab, la chanteuse Asmahan ou encore Oum Kalthoum, qui emprunte d'ailleurs son nom à la poésie arabe préislamique et dont la carrière avait commencé dès 1932. À la fin des années 1960, elle élabore un nouveau style qui trouve aussi ses aficionados. De nombreuses femmes marquent en effet la musique arabe tout au long du XXe siècle, notamment depuis Le Caire, foyer du féminisme dans la région. Mounira El-Mahdeya est la première musulmane à monter sur scène, d'abord déguisée en homme, enregistrant de la musique dès 1906. Dans l'entre-deux-guerres, la productrice Badia Masabni ouvre des cabarets et perfectionne la danse orientale telle qu'elle existe encore de nos jours. Dans la seconde partie du siècle, l'Algérienne Warda al-Jazairia et la Libanaise Faïrouz sont des personnalités majeures de la musique arabe. En 2021, l'Institut du monde arabe à Paris consacre une exposition à toutes ces femmes.

## Musique savante
À la différence de la musique occidentale dans laquelle se sont développés l'art de la polyphonie et de l'harmonie, la musique arabe est ancrée sur la monodie où la mélodie est monophonique (une seule note jouée à la fois) et construite sur un système extrêmement riche de modes mélodiques, appelés maqâms. Elle requiert aussi une pédale de basse ou un bourdon, afin d'asseoir sa tonalité. Toutefois, on appelle une musique savante par ses concepts mathématiques comme la musique indienne, développée pendant la période védique, cette base peut varier, et la musique arabe est par conséquent, extrêmement modulante. Les ouvrages arabes anciens sur la musique ont recensé jusqu'à 400 maqamat, dont trente au moins demeurent pratiqués.
Les modes, en musique arabe, reposent sur des intervalles de tierces (tricordes), quartes (tétracordes) et quintes (pentacordes).
La musique arabe n'utilise pas, comme la musique occidentale, la gamme tempérée, mais la gamme naturelle, qui permet une interprétation toute différente de l'échelle des sons à l'intérieur d'une octave, et de leurs rapports (les intervalles). En conséquence, certains intervalles dans ces modes sont inférieurs au demi-ton occidental : le plus courant d'entre eux représente trois quarts de ton, mais l'on rencontre des intervalles d'un neuvième, de quatre neuvièmes et de cinq neuvièmes de ton. Si, dans la musique moderne, le monde arabe a souvent adopté le mode de notation occidental, le terme « gamme » est inapproprié, puisqu'il couvre théoriquement une octave, et que la musique arabe est construite sur des modes inférieurs à l'octave.
Les intervalles inférieurs au demi-ton sont nommés limma (1/3 de ton) et comma (1/9 de ton). Mais le plus utilisé est le 1/4 de ton. Les altérations utilisées pour indiquer les 1/4 de ton sont le « demi-bémol » et le « demi-dièse ». Pour noter ces intervalles inconnus dans la musique occidentale, on utilisait autrefois le bémol inversé (comme un d). Aujourd'hui[Quand ?], on[Qui ?] utilise le bémol barré : .
Une autre particularité de cette musique, apportée par un art vocal très sophistiqué (résultant du système modal et de ces micro-intervalles), réside dans l'ornementation des lignes mélodiques homophoniques (les instruments sont alors utilisés à l'unisson ou à l'octave). Trille, glissando et autres variations rythmiques et mélodiques constituent une ornementation continue et souvent complexe.
Enfin, il faut signaler l'extrême richesse de la rythmique, avec des divisions très complexes du temps. Des cycles à 32 mesures ne sont pas rares. Là aussi, il y a une très grande volatilité de la structure rythmique, qui peut changer d'un instant à l'autre passant du ternaire au binaire, puis à des syncopes ou des rythmes « boiteux ».

### Apprentissage
Grâce à la tradition orale, l’élève apprend directement la technique et le répertoire traditionnel d'un maître (ustad ou mâalem). Après une certaine maîtrise de ces éléments, le musicien se met au jeu de l'improvisation et à l'art de la création musicale. Comme créateur il puise dans la tradition des éléments qui lui ont été transmis pour ensuite les assembler selon ses aspirations, ou à partir desquels il invente des variations qui viendront enrichir un répertoire commun de compositions.
Cette tradition orale reste l'un des éléments majeurs dans l'interprétation comme dans la transmission pédagogique de la musique. Une bonne maîtrise des systèmes mélodiques et rythmiques est donc indispensable pour la composition et l'interprétation de la musique arabe. Les élèves étudient des morceaux vocaux et instrumentaux, mais ils les interprètent rarement exactement tels qu'ils furent initialement composés. 
Dans la tradition arabe, les bons musiciens apportent des variations et improvisations musicales sur les morceaux ou modèles connus, comme les musiciens classiques de l’Inde ou les musiciens de jazz. Les improvisations peuvent être relativement longues, transformant des compositions d'une dizaine de minutes en interprétations d'une heure et n'ayant parfois que peu de points communs avec le modèle d'origine.

## Musique folklorique et populaire

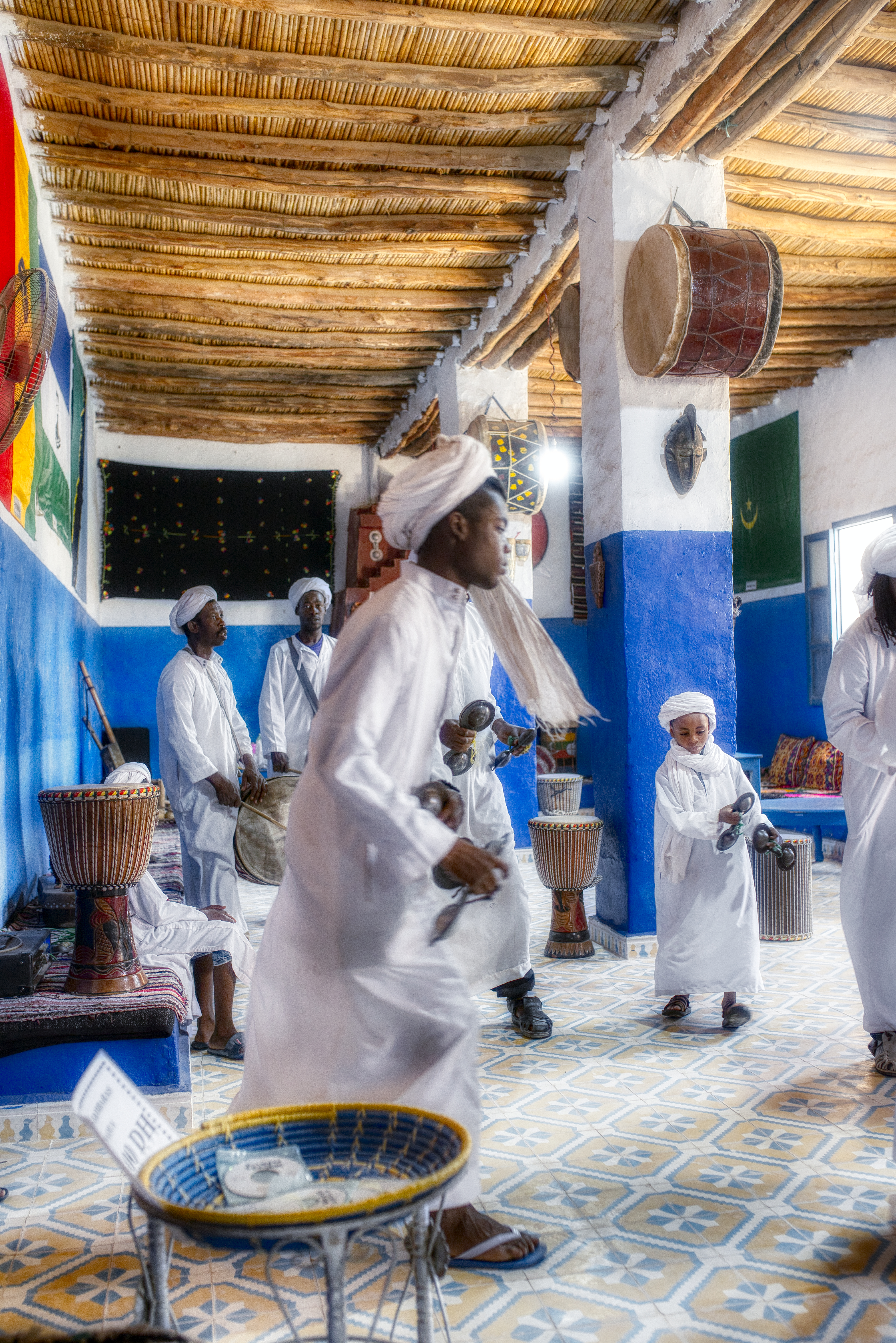
Gnaouas du Maroc.

Des centaines de traditions musicales locales et folkloriques coexistent dans le monde arabe, qui portent souvent les traces des pratiques musicales de peuples avec lesquels les populations arabes se sont trouvées en contact. Ainsi, la pratique du tambour dans les États du Golfe persique pourrait s'expliquer par les relations avec les commerçants africains[réf. nécessaire]. La tradition gnawa tire son origine de la musique des esclaves de l'Afrique noire amenés au Maroc. La musique nubienne, en Égypte, fait appel à un système mélodique particulier utilisant une gamme pentatonique (à cinq notes) et intégrant des rythmes distincts.
La musique populaire arabe contemporaine emprunte à la fois au style traditionnel et au style classique arabes. Les claviers électroniques accordés pour les maqamat et les tambours accompagnent généralement les chanteurs de poésies et de chansons populaires. Dans certains cas, les chanteurs adaptent leur style vocal ou leur langage au public non arabophone, tout en s'efforçant de préserver en partie la tradition musicale arabe. Le raï, venu des faubourgs d’Oran en Algérie, a su associer le rock, le funk et le reggae à la musique arabo-andalouse traditionnelle.
La tradition de la musique arabe côtoie d'autres traditions musicales en Turquie, en Iran et en Asie centrale. Des points communs existent parmi les systèmes à prédominance mélodique du dastgâh persan, du mugham azéri, du maqâm turc, du maqôm ouzbèke et ouïghoure. Les traditions de récitation coranique et de chants religieux originaires des régions arabes sont partagées par l'ensemble des communautés musulmanes, par exemple en Indonésie et au Pakistan. De même, les traditions de musique religieuse des Églises chrétiennes du Proche-Orient, en particulier celles de l’Église maronite en Syrie ou au Liban et de l’Église copte égyptienne, peuvent être rattachées à la tradition musicale arabe.
Cette diversité n’a pas épargné la musique savante de l’Islam elle-même dans la mesure où le substrat ethnique, si présent dans les musiques populaires, marqua de son empreinte l’évolution du langage musical dans les trois grandes aires ethnolinguistiques de l’Islam traditionnel, surtout au niveau des formes et de la pratique : ce qui justifie qu’aujourd’hui[Quand ?] on[Qui ?] distingue et analyse séparément les musiques dites arabe, turque et persane.

### Pop arabe

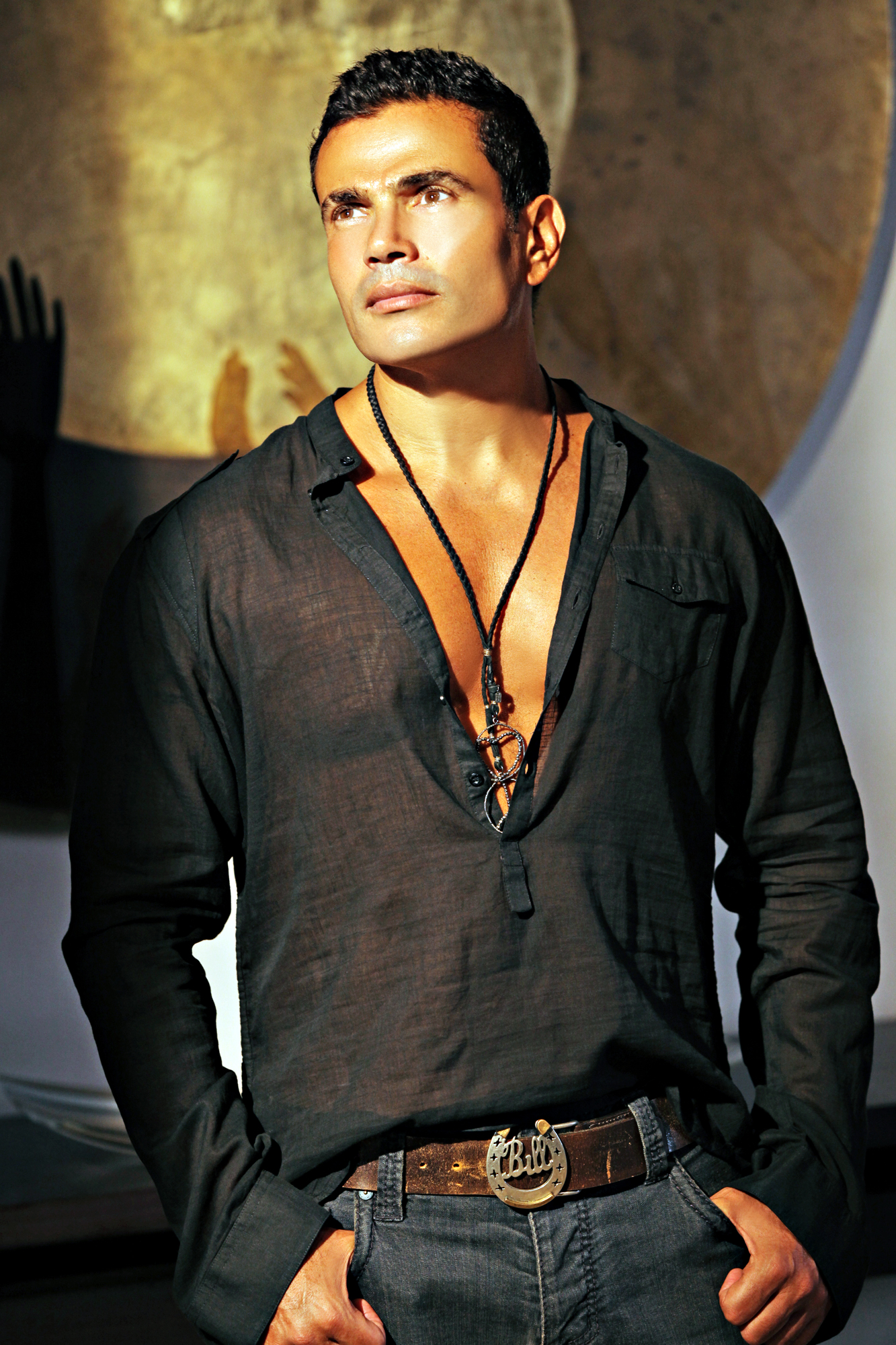
Amr Diab, chanteur pop égyptien.

La pop arabe est principalement produite et originaire du Caire, en Égypte ; avec Beyrouth, au Liban comme centre secondaire. C'est une excroissance de l'industrie cinématographique arabe (principalement des films égyptiens), également située principalement au Caire. Le style principal est un genre qui combine synthétiquement des mélodies pop avec des éléments de différents styles régionaux arabes, appelés ughniyah (arabe : أغنية) ou en français « chanson arabe ». Il utilise des instruments à cordes, y compris la guitare, ainsi que des instruments traditionnels du Moyen-Orient.
Un autre aspect de la pop arabe est le ton général et l'humeur des chansons. La majorité des chansons sont dans une clé mineure, et les thèmes ont tendance à se concentrer sur la nostalgie, la mélancolie, les conflits et les questions d'amour en général.

## Instruments traditionnels

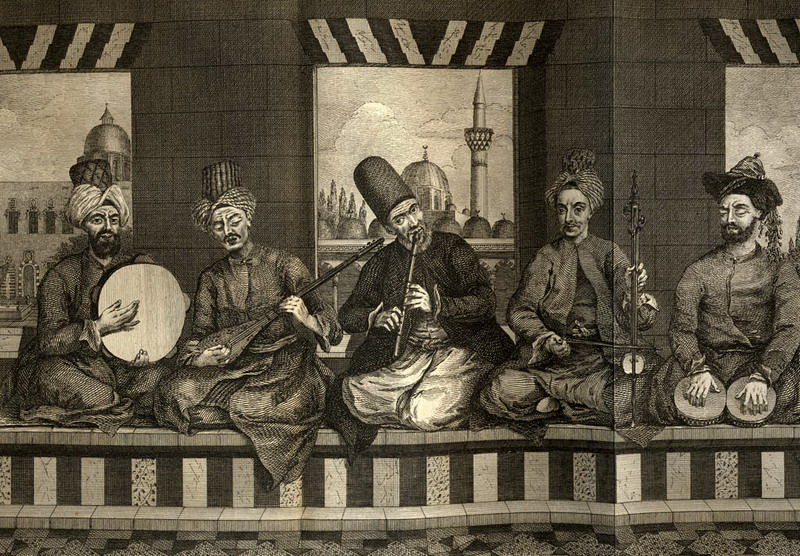
Ensemble jouant de différents instruments tels que le daf, le nay ou du kamangi.

Les instruments les plus usités dans la musique arabe sont l'oud (عود), ancêtre du luth européen employé parfois comme basse mélodique ou rythmique dans les ensembles instrumentaux, et le nay, une flûte de roseau. Les instruments à percussion les plus courants sont des tambours en forme de vase (comme la darbouka) et des tambourins avec ou sans sonnailles (daf, riqq ou tar). Les noms et les formes des instruments varient en fonction de leur région d'origine.
Le rabâb arabe, vièle jouée verticalement, côtoie le violon, notamment dans les orchestres arabo-andalous. Parmi les autres instruments classiques figure le qanûn (قانون) - adopté dans l’Europe médiévale sous le nom de psaltérion, cithare à soixante-douze cordes métalliques.

## Artistes
- Ziriab (789-857), musicien et savant d'Al-Andalus ;
- Ṣafī al-Dīn al-Urmawī (1216-1294), musicien, érudit en musicologie et bibliothécaire sous le califat d'Al-Musta'sim ;
- Yûsuf al-Manyalâwi (1857-1912), premier chanteur arabe enregistré ;
- Samira Tawfiq (née en 1935), chanteuse libanaise connue pour avoir chanté dans le dialecte bédouin de Jordanie ;
- Oum Kalthoum (1898-1975) a popularisé cette musique à travers le monde entier ;
- Mohammed Assaf (né en 1989) est un chanteur palestinien de pop arabe (gagnant en 2013 pour l'émission Arab Idol)  ;
- Julia Boutros (née en 1968) est libanaise de confession chrétienne ;
- Sabah Fakhri (1933-2021), chanteur ténor syrien, considéré comme le maître des mouchahats, qoudouds alépins et de la chanson arabe classique en général ;
- Faïrouz (née en 1935), chanteuse libanaise ;
- Sayed Darwich est considéré comme un précurseur du renouveau de la musique arabe malgré sa mort prématurée en 1923, tout comme les compositeurs Riyad el Sounbati ou Bayram Tounsi. Voici les maîtres du tarab :
- Mohammed Abdel Wahab (1907-1991) est le premier chanteur arabe à atteindre la popularité. Il joue dans le 1er film musical arabe (La Rose blanche) en 1932, et se consacre plus tard à la composition ;
- Abdel Halim Hafez (1929-1977), l'une des plus belles voix du monde arabe. Ses chansons rencontrent encore un grand succès ;
- Farid El Atrache (1915-1974) : chanteur égyptien d'origine syrienne, connu pour avoir été l'un des meilleurs joueurs de l'oud ;
- Sabah (1927-2014), chanteuse libanaise ;
- Wadih Al-Safi (1921-2013), chanteur libanais ;
- Warda al-Jazairia ;
- Abdelwahab Doukkali, chanteur marocain ;
- Zohra al-Fassia (1905-1994), chanteuse marocaine ;
- Salima Mourad (1900-1970), chanteuse irakienne ;
- Najat Essaghira (chanteuse égyptienne) ;
- Fayza Ahmed (1930-1983), d'origine syrienne ;
- Larbi Bensari (1867-1964), maître algérien de la musique arabo-andalouse ;
- George Wassouf (née en 1961), chanteur syrien ;
- Haifa Wehbe (née en 1976), chanteuse de pop libanaise ;
- Nancy Ajram (née en 1983), chanteuse libanaise ;
- Wael Kfoury (née en 1974), chanteur libanais ;
- Tamer Hosny (née en 1977), chanteur égyptien de pop ;
- Ragheb Alama (née en 1962), chanteur libanais de pop ;
- Fawzy Al Aiedy (né en 1950), chanteur, compositeur et joueur de oud d'origine irakienne, précurseur de l'oriental jazz, installé en France depuis 1971 ;
- Amr Diab (né en 1961) Il est l'un des chanteurs de Pop égyptienne les plus populaires en Égypte et dans le Monde arabe ;
- OUM (née en 1978), est une chanteuse marocaine considérée comme ambassadrice de la culture marocaine ;
- Hiba Tawaji (née en 1987) chanteuse libanaise ;
- Malouma (née en 1960), est une chanteuse populaire mauritanienne ;
- On peut encore citer des musiciens comme Sayed Mekawi (Égypte), Oulaya (Tunisie).

### En français
- Jacques Chailley, Histoire musicale du Moyen Âge, Paris, PUF, coll. « Quadrige » (no 55), 1984 (1re éd. 1950), 336 p. (ISBN 2-130-38100-6)
- Anas Ghrab, Commentaire anonyme du Kitāb al-adwār : édition critique, traduction et présentation des lectures arabes de l’œuvre de Ṣafī al-Dīn al-Urmawī (Thèse de doctorat en musicologie), Paris, Université Paris-Sorbonne, 2009, vii+413 (lire en ligne).
- Mahmoud Guettat, La Musique classique du Maghreb, Paris, coll. « La Bibliothèque arabe. Hommes et sociétés », 398 p. (ISBN 2-727-40053-5, présentation en ligne).
- Simon Jargy, La Musique arabe, Paris, PUF, coll. « Que sais-je ? », 1988 (1re éd. 1971), 127 p. (ISBN 978-2-130-40266-4).
- Patrick Labesse, « La mémoire musicale du monde arabe se fait entendre au MuCEM », Le Monde,‎ 11 septembre 2020 (lire en ligne).
- Christian Poché, La Musique arabo-andalouse, Arles, Actes Sud / Cité de la musique, 2001 (1re éd. 1995), avec CD - 153 (ISBN 2-742-73504-6).
- Nayla Rached, « La fondation AMAR : le patrimoine musical du Moyen-Orient n'est plus en péril », sur agendaculturel.com.
- Gilbert Rouget, La musique et la transe : esquisse d'une théorie générale des relations de la musique et de la possession, Paris, Gallimard, coll. « Tel » (no 170), 2015 (nouvelle édition revue et augmentée) (1re éd. 1980 (494 p.)), 621 p. (ISBN 979-1-030-40467-8).
- Gilbert Rouget, Musique et transe chez les Arabes, Paris, Allia, 2017, 126 p. (ISBN 979-1-030-40467-8)
- Amnon Shiloah (trad. de l'anglais par Christian Poché), La musique dans le monde de l'islam : une étude socio-culturelle, Paris, Fayard, coll. « Les chemins de la musique », 2002 (1re éd. 1995), 405 p. (ISBN 978-2-213-61201-0)

### En langues étrangères
- (en) David Lodge & Bill Badley, « Partner of Poetry », dans Simon Broughton and Mark Ellingham with James McConnachie and Orla Duane (Eds.),, World Music, Vol. 1: Africa, Europe and the Middle East, London, Rough Guides Ltd, Penguin Books, 2000 (ISBN 1-858-28636-0), p. 323-331.
- (es) Manuel Barrios Gutierrez, Gitanos, Moriscos y Cante Flamenco, RC ., Séville, R. C. Editor, coll. « Popular de Bolsillo » (no 14), 1989, 159 p. (ISBN 978-8-487-04109-9).
- (es) Patrocinio García Barriuso, La Música hispano-musulmana en Marruecos, Madrid, Fundacion el Monte, 2001 (1re éd. 1941), 315 p. (ISBN 978-8-484-55050-1).
- (es) Manuela Cortes Garcia, Pasado y Presente de la Música Andalusí, Sevilla, Fundación El Monte, 1996 (ISBN 978-8-487-06285-8).
- (es) Fernandez Manzano Reynaldo, De las Melodias Nazari de Granada a las Estructuras Musicales Cristianas : la transformación de las tradiciones musicales hispano-árabes en la península Ibérica, Granada, Diputación Provincial, 1985, 168 p. (ISBN 8-450-51189-5).
- (es) Julian Ribera y Tarrago, La música árabe y su influencia en la española, Valencia, Editorial Pre-Textos, 1985, 240 p. (ISBN 978-8-481-91357-6).
- (ar) Benabdeljalil Abdelaziz, Madjal ilâ târîj al-mûsîqâ al-magribiyya (Introduction à la musique marocaine), Casablanca, sans éd., 2000.